# Palle (album)
Palle è il secondo album in studio del gruppo musicale italiano Squallor, che è stato pubblicato nel 1974.

## Descrizione
Fu il primo lavoro discografico del gruppo a trovare qualche riscontro commerciale, e al tempo stesso il primo dove si riscontrano gli elementi distintivi del loro stile, quali il turpiloquio e i riferimenti scatologici e osceni: questi compaiono in Marcia longa, parte del filone delle radiocronache impossibili.
Rispetto ai successivi album, trovano maggiore spazio le parti cantate da Savio, il quale si cimenta in una canzone "neutra" da ogni doppio senso, ispirata allo stile dei successi che lo stesso Savio, con Bigazzi, affidavano in quegli anni a Massimo Ranieri. Sul filone delle parodie, invece compare una versione personale di Sono una donna, non sono una santa, scritta da Alberto Testa per Rosanna Fratello, e qui riproposta, per due terzi rispetto all'originale, da una voce maschile effeminata con vago accento francese da Daniele Pace, lo stesso che caratterizza Veramon, sketch che prende di mira le canzoni e la lingua francesi.
Bla bla bla, evidente parodia delle canzoni sentimentali francesi, ebbe un discreto riscontro in Europa e fu reinterpretata anche dalla cantante Ann Christy, divenendo uno dei suoi maggiori successi.
Un'altra parodia riguarda Angeli negri: sulla base che ripete la melodia del celebre motivo, si inserisce l'improbabile dialogo, senza capo né coda, tra il "povero negro" (Cerruti) e il "pittore" (lo stesso Cerruti) a cui si rivolge nel testo originario.

## Tracce
1. Palle
2. Sono una donna, non sono una santa
3. Santanna
4. Angeli negri
5. Quando mai
6. Marcia longa
7. Bla Bla Bla
8. Il Vangelo secondo Chinaglia
9. Veramon
10. Palle (ripresa)

## Formazione
- Alfredo Cerruti
- Totò Savio
- Daniele Pace
- Giancarlo Bigazzi